# Championnats d'Europe d'athlétisme par équipes 2025
Navigation
La 11e édition des Championnats d'Europe d'athlétisme par équipes se déroule du 24 juin 2025 au 29 juin 2025.
Les nations sont réparties en trois divisions : 16 nations composent la première division, 16 nations composent la deuxième division, et le reste des nations (15) s'affrontent dans la troisième division. Le classement est établi en additionnant sans distinction les scores masculins et féminins.
Le championnat de première division aura lieu à Madrid en Espagne du 26 au 29 juin 2025 au Vallehermoso Stadium (es) ; les épreuves de perche auront toutefois lieu le 26 juin au Palais royal.
La ville slovène de Maribor accueille les championnats de deuxième et troisième divisions au stade d'athlétisme Poljane Maribor : la 3e division se déroule les 24 et 25 juin, tandis que la 2e division se déroule les 28 et 29 juin.

## Épreuves
37 épreuves se disputent lors de ces championnats d'Europe par équipes 2023 : 18 masculines, 18 féminines et une mixte
| Hommes | Femmes | Mixte            |
| --- | --- | ---------------- |
| 100 m, 200 m, 400 m, 800 m, 1 500 m, 5 000 m, 110 m haies, 400 m haies, 3 000 m steeple, relais 4 × 100 m , saut en hauteur, saut en longueur, saut à la perche, triple saut, lancer du poids, lancer du disque et lancer du marteau | 100 m, 200 m, 400 m, 800 m, 1 500 m, 5 000 m, 100 m haies, 400 m haies, 3 000 m steeple, relais 4 × 100 m , saut en hauteur, saut en longueur, saut à la perche, triple saut, lancer du poids, lancer du disque et lancer du marteau | Relais 4 × 400 m |

## Première division
En 2021, Madrid avait été retenu pour organiser la Super League 2023 ; finalement, le championnats 2023 fut intégré au programme des Jeux européens de 2023. Madrid récupère donc l'organisation de la compétition suivante.

### Pays participants
- Italie
- Pologne
- Allemagne
- Espagne
- Royaume-Uni
- Pays-Bas
- France
- Portugal
- Tchéquie
- Suède
- Finlande
- Suisse
- Grèce
- Hongrie
- Ukraine
- Lituanie

### Calendrier
| Jeudi 26 juin                                         | Vendredi 27 juin | Samedi 28 juin | Dimanche 29 juin |
| ----------------------------------------------------- | --- | --- | --- |
| - 16:00 Saut à la perche ♂ - 18:20 Saut à la perche ♀ | - 18:20 Lancer de marteau ♂ - 18:41 Lancer de poids ♀ - 19:10 400 m ♀ - 19:30 400 m ♂ - 20:00 5000 m ♀ - 20:22 Triple saut ♂ - 20:30 800 m ♂ - 20:37 Lancer de disque ♀ - 20:55 3000 m Steeple ♂ - 21:18 100 m ♀ - 21:35 100 m ♂ | - 18:00 Saut en longueur ♂ - 18:17 Lancer de marteau ♀ - 19:22 110 m Haies ♂ - 19:49 Saut en hauteur ♂ - 19:53 100 m Haies ♀ - 20:15 800 m ♀ - 20:22 Triple saut ♀ - 20:37 Lancer de disque ♂ - 20:41 400 m Haies ♂ - 20:59 400 m Haies ♀ - 21:20 relais 4 x 100 m ♂ - 21:38 relais 4 x 100 m ♀ | - 18:00 Lancer de poids ♂ - 18:15 Lancer de javelot ♀ - 19:00 200 m ♀ - 19:20 200 m ♂ - 19:40 Saut en hauteur ♀ - 19:50 1500 m ♀ - 19:59 Saut en longueur ♀ - 20:13 1500 m ♂ - 20:22 Lancer de javelot ♂ - 20:40 3000 m Steeple ♀ - 21:10 5000 m ♂ - 21:46 relais 4 x 400 m (x) |

### Podiums

#### Hommes
| Épreuves          | Or                                                                   | Or                 | Argent                                                                        | Argent             | Bronze                                                                      | Bronze         |
| ----------------- | -------------------------------------------------------------------- | ------------------ | ----------------------------------------------------------------------------- | ------------------ | --------------------------------------------------------------------------- | -------------- |
| 100 m             | Eugene Amo-Dadzie                                                    | 10 s 07            | Elvis Afrifa                                                                  | 10 s 10 (PB)       | Oliwer Wdowik                                                               | 10 s 10 (PB)   |
| 200 m             | Xavi Mo-Ajok                                                         | 20 s 01 (CR, PB)   | Eseosa Desalu                                                                 | 20 s 18            | Toby Harries                                                                | 20 s 25        |
| 400 m             | Samuel Reardon                                                       | 44 s 60 (CR, PB)   | Oleksandr Pohorilko                                                           | 44 s 81 (NR)       | Patrik Enyingi                                                              | 44 s 84 (=NR)  |
| 800 m             | Mohamed Attaoui                                                      | 1 min 44 s 01 (CR) | Francesco Pernici                                                             | 1 min 44 s 39 (PB) | Corentin Magnou                                                             | 1 min 45 s 06  |
| 1 500 m           | Isaac Nader                                                          | 3 min 39 s 08      | Stefan Nillessen                                                              | 3 min 39 s 97      | Filip Rak                                                                   | 3 min 40 s 14  |
| 5 000 m           | Niels Laros                                                          | 13 min 44 s 45     | Dominic Lokinyomo Lobalu                                                      | 13 min 45 s 37     | Thierry Ndikumwenayo                                                        | 13 min 45 s 38 |
| 110 m haies       | Jason Joseph                                                         | 13 s 24            | Lorenzo Simonelli                                                             | 13 s 27 (SB)       | Tade Ojora                                                                  | 13 s 36 (SB)   |
| 400 m haies       | Vít Müller                                                           | 48 s 46            | Alastair Chalmers                                                             | 48 s 64            | Julien Bonvin                                                               | 48 s 66 (SB)   |
| 3 000 m steeple   | Karl Bebendorf                                                       | 8 min 20 s 43 (CR) | Daniel Arce                                                                   | 8 min 22 s 04      | Nicolas-Marie Daru                                                          | 8 min 22 s 39  |
| Saut en hauteur   | Jan Štefela                                                          | 2,33 m (PB)        | Matteo Sioli                                                                  | 2,27 m             | Tobias Potye                                                                | 2,24 m (PB)    |
| Saut à la perche  | Menno Vloon                                                          | 5,80 m             | Piotr Lisek                                                                   | 5,70 m             | Matěj Ščerba                                                                | 5,70 m (PB)    |
| Saut à la perche  | Menno Vloon                                                          | 5,80 m             | Piotr Lisek                                                                   | 5,70 m             | Márton Böndör                                                               | 5,70 m (PB)    |
| Saut en longueur  | Miltiádis Tentóglou                                                  | 8,46 m (CR, WL)    | Thobias Montler                                                               | 8,08 m             | Mattia Furlani                                                              | 8,07 m         |
| Triple saut       | Jonathan Seremes                                                     | 17,00 m            | Simone Biasutti                                                               | 16,94 m (PB)       | Vladyslav Shepeliev                                                         | 16,83 m (PB)   |
| Lancer du poids   | Leonardo Fabbri                                                      | 21,68 m            | Wictor Petersson                                                              | 21,10 m            | Konrad Bukowiecki                                                           | 20,55 m        |
| Lancer du disque  | Daniel Ståhl                                                         | 68,36 m            | Mika Sosna                                                                    | 66,17 m            | Lawrence Okoye                                                              | 65,83 m        |
| Lancer du marteau | Mykhaylo Kokhan                                                      | 81,66 m (CR, PB)   | Merlin Hummel                                                                 | 81,27 m (PB)       | Bence Halász                                                                | 80,63 m        |
| Lancer du javelot | Julian Weber                                                         | 85,15 m            | Artur Felfner                                                                 | 80,54 m (SB)       | Edis Matusevičius                                                           | 78,26 m (SB)   |
| 4 × 100 m         | Pays-Bas - Nsikak Ekpo - Taymir Burnet - Xavi Mo-Ajok - Elvis Afrifa | 37 s 87 (CR, NR)   | Allemagne - Kevin Kranz - Marvin Schulte - Julian Wagner - Lucas Ansah-Peprah | 38 s 27 (SB)       | Royaume-Uni - Romell Glave - Adam Gemili - Jona Efoloko - Eugene Amo-Dadzie | 38 s 33 (SB)   |

#### Femmes
| Épreuves          | Or                                                                                | Or                 | Argent                                                                         | Argent         | Bronze                                                                | Bronze         |
| ----------------- | --------------------------------------------------------------------------------- | ------------------ | ------------------------------------------------------------------------------ | -------------- | --------------------------------------------------------------------- | -------------- |
| 100 m             | Boglárka Takács                                                                   | 11 s 06 (CR, NR)   | Ewa Swoboda                                                                    | 11 s 13 (SB)   | Minke Bisschops                                                       | 11 s 17 (PB)   |
| 200 m             | Jaël Bestué                                                                       | 22 s 19 (CR, NR)   | Hélène Parisot                                                                 | 22 s 42 (PB)   | Sophia Junk                                                           | 22 s 53 (PB)   |
| 400 m             | Femke Bol                                                                         | 49 s 48 (CR, SB)   | Natalia Bukowiecka                                                             | 50 s 14 (SB)   | Paula Sevilla                                                         | 50 s 70 (PB)   |
| 800 m             | Anaïs Bourgoin                                                                    | 1 min 58 s 60 (CR) | Audrey Werro                                                                   | 1 min 58 s 78  | Eloisa Coiro                                                          | 1 min 59 s 88  |
| 1 500 m           | Agathe Guillemot                                                                  | 4 min 08 s 72      | Salomé Afonso                                                                  | 4 min 09 s 01  | Revee Walcott-Nolan                                                   | 4 min 09 s 16  |
| 5 000 m           | Nadia Battocletti                                                                 | 15 min 56 s 01     | Marta García                                                                   | 15 min 58 s 53 | Diane van Es                                                          | 15 min 59 s 41 |
| 100 m haies       | Ditaji Kambundji                                                                  | 12 s 39            | Nadine Visser                                                                  | 12 s 39        | Pia Skrzyszowska                                                      | 12 s 60        |
| 400 m haies       | Fatoumata Binta Diallo                                                            | 54 s 77 (SB)       | Ayomide Folorunso                                                              | 54 s 88        | Lina Nielsen                                                          | 54 s 90        |
| 3 000 m steeple   | Ilona Mononen                                                                     | 9 min 49 s 21      | Sarah Tait                                                                     | 9 min 49 s 24  | Kinga Królik                                                          | 9 min 49 s 80  |
| Saut en hauteur   | Yaroslava Mahuchikh                                                               | 2,00 m             | Maria Żodzik                                                                   | 1,97 m         | Imke Onnen                                                            | 1,94 m         |
| Saut à la perche  | Amálie Švábíková                                                                  | 4,65 m             | Maryna Kylypko                                                                 | 4,65 m (SB)    | Angelica Moser                                                        | 4,55 m         |
| Saut en longueur  | Larissa Iapichino                                                                 | 6,92 m             | Malaika Mihambo                                                                | 6,84 m         | Agate de Sousa                                                        | 6,84 m (SB)    |
| Triple saut       | Caroline Joyeux                                                                   | 14,42 m            | Maja Åskag                                                                     | 14,18 m (SB)   | Erika Saraceni                                                        | 14,08 m (PB)   |
| Lancer du poids   | Jessica Schilder                                                                  | 20,14 m (CR)       | Yemisi Ogunleye                                                                | 19,58 m        | Fanny Roos                                                            | 19,38 m        |
| Lancer du disque  | Jorinde van Klinken                                                               | 64,61 m            | Shanice Craft                                                                  | 61,53 m        | Liliana Cá                                                            | 60,49 m        |
| Lancer du marteau | Anita Włodarczyk                                                                  | 73,34 m            | Silja Kosonen                                                                  | 73,09 m        | Anna Purchase                                                         | 71,41 m        |
| Lancer du javelot | Elína Tzéngko                                                                     | 62,23 m            | Maria Andrejczyk                                                               | 60,42 m (SB)   | Liveta Jasiūnaitė                                                     | 58,88 m        |
| 4 × 100 m         | Pays-Bas - Nadine Visser - Lieke Klaver - Minke Bisschops - Marije van Hunenstijn | 42 s 02 (CR, NR)   | Espagne - Esperança Cladera - Jaël Bestué - Paula Sevilla - María Isabel Pérez | 42 s 11 (NR)   | Allemagne - Lisa Marie Kwayie - Sina Mayer - Sophia Junk - Lisa Mayer | 42 s 52 (SB)   |

#### Mixte
| Épreuves  | Or                                                                                           | Or                     | Argent                                                                       | Argent             | Bronze                                                                     | Bronze             |
| --------- | -------------------------------------------------------------------------------------------- | ---------------------- | ---------------------------------------------------------------------------- | ------------------ | -------------------------------------------------------------------------- | ------------------ |
| 4 × 400 m | Pologne - Maksymilian Szwed - Justyna Święty-Ersetic - Daniel Sołtysiak - Natalia Bukowiecka | 3 min 09 s 43 (CR, NR) | Italie - Edoardo Scotti - Virginia Troiani - Vladimir Aceti - Alice Mangione | 3 min 09 s 66 (NR) | Royaume-Uni - Samuel Reardon - Lina Nielsen - Toby Harries - Emily Newnham | 3 min 09 s 66 (SB) |

### Classement général
| Rang | Pays        | Points |
| ---- | ----------- | ------ |
| 1    | Italie      | 431,5  |
| 2    | Pologne     | 405,5  |
| 3    | Allemagne   | 397    |
| 4    | Pays-Bas    | 384,5  |
| 5    | Royaume-Uni | 381    |
| 6    | Espagne     | 378    |
| 7    | France      | 354,5  |
| 8    | Portugal    | 300    |
| 9    | Suède       | 288,5  |
| 10   | Suisse      | 286    |
| 11   | Tchéquie    | 283    |
| 12   | Grèce       | 253    |
| 13   | Hongrie     | 244,5  |
| 14   | Ukraine     | 231    |
| 15   | Finlande    | 220,5  |
| 16   | Lituanie    | 178,5  |

## Deuxième division

### Pays participants
- Belgique
- Turquie
- Norvège
- Slovénie
- Roumanie
- Danemark
- Serbie
- Slovaquie
- Croatie
- Estonie
- Bulgarie
- Chypre
- Lettonie
- Irlande
- Autriche
- Israël

### Classement général[3]
| Rang | Pays      | Points |
| ---- | --------- | ------ |
| 1    | Belgique  | 452    |
| 2    | Slovénie  | 402,5  |
| 3    | Norvège   | 400    |
| 4    | Turquie   | 382    |
| 5    | Irlande   | 349    |
| 6    | Danemark  | 335    |
| 7    | Autriche  | 318    |
| 8    | Croatie   | 308,5  |
| 9    | Slovaquie | 304,5  |
| 10   | Roumanie  | 285    |
| 11   | Estonie   | 266,5  |
| 12   | Israël    | 258,5  |
| 13   | Serbie    | 253    |
| 14   | Chypre    | 245,5  |
| 15   | Bulgarie  | 240,5  |
| 16   | Lettonie  | 212    |

## Troisième division

### Pays participants
- Islande
- Luxembourg
- Moldavie
- Bosnie-Herzégovine
- Malte
- Géorgie
- Andorre
- Monténégro
- Albanie
- Arménie
- Macédoine du Nord
- Saint-Marin
- AASSE*
- Azerbaïdjan
- Kosovo

(*) L'Association d'athlétisme des petits États d'Europe (AASSE) regroupe les athlètes de  Gibraltar,  Liechtenstein et de  Monaco.

### Classement général[3]
| Rang | Pays               | Points |
| ---- | ------------------ | ------ |
| 1    | Islande            | 461,5  |
| 2    | Luxembourg         | 410    |
| 3    | Bosnie-Herzégovine | 383    |
| 4    | Moldavie           | 371    |
| 5    | Malte              | 333,5  |
| 6    | Azerbaïdjan        | 315,5  |
| 7    | Géorgie            | 307    |
| 8    | Macédoine          | 270,5  |
| 9    | Monténégro         | 268    |
| 10   | Arménie            | 264    |
| 11   | Andorre            | 229,5  |
| 12   | Albanie            | 223    |
| 13   | Saint-Marin        | 207,5  |
| 14   | Kosovo             | 154    |
| 15   | Liechtenstein      | 107    |